# شيخ
شيخ هو أحد الألقاب في اللغة العربية ويستخدم عادة للإشارة إلى عالم الدين المسلم، وجمعها أَشياخ وشِيخانٌ وشُيوخٌ وشِيَخَة وشِيخةٌ ومَشْيَخٍة ومَِشِيخة ومَشْيُوخاء ومَشايِخُ، أما لغويا فتطلق كلمة (شيخ) على من استبانتْ فيه السن وظهر عليه الشيبُ؛ أما في الفقه فتطلق كلمة (شيخ) على من يأخذ عنه الراوي أو التلميذ ويحدث عنه.
قد يطلق لقب (شيخ) أيضًا على مَن يكثر علمه ويشتهر بالمعرفة بين الناس، يقول الراغب الإصفهاني في كتابه (المفردات في غريب القرآن): «يقال لمن طعن في السن : ( الشيخ ) وقد يعبّر به فيما بيننا عمن يكثر علمه ، لمَّا كان مِن شأن ( الشيخ ) أن يكثر تجاربه ومعارفه».

## الاستخدامات والمعاني
لكلمة (شيخ) في اللغة العربية عدة معاني وكل معنى منها يفهم من السياق الذي يستخدم فيه، وقد وردت كلمة (شيخ) في أربع مواضع فقط في القرآن جاءت في كل هذه المواضع بالمعنى اللغوي الدال على كبر السن كما يلي:
- قول الله على لسان زوجة إبراهيم عليه السلام في سورة هود: ﴿قَالَتْ يَا وَيْلَتَا أَأَلِدُ وَأَنَا عَجُوزٌ وَهَذَا بَعْلِي شَيْخًا إِنَّ هَذَا لَشَيْءٌ عَجِيبٌ ۝٧٢﴾ [هود:72]
- قول الله على لسان إخوة يوسف: ﴿قَالُوا يَا أَيُّهَا الْعَزِيزُ إِنَّ لَهُ أَبًا شَيْخًا كَبِيرًا فَخُذْ أَحَدَنَا مَكَانَهُ إِنَّا نَرَاكَ مِنَ الْمُحْسِنِينَ ۝٧٨﴾ [يوسف:78]
- قول الله على لسان الجاريتين اللتين سقى لهما النبي موسى: ﴿وَلَمَّا وَرَدَ مَاءَ مَدْيَنَ وَجَدَ عَلَيْهِ أُمَّةً مِنَ النَّاسِ يَسْقُونَ وَوَجَدَ مِنْ دُونِهِمُ امْرَأَتَيْنِ تَذُودَانِ قَالَ مَا خَطْبُكُمَا قَالَتَا لَا نَسْقِي حَتَّى يُصْدِرَ الرِّعَاءُ وَأَبُونَا شَيْخٌ كَبِيرٌ ۝٢٣﴾ [القصص:23]
- قول الله: ﴿هُوَ الَّذِي خَلَقَكُمْ مِنْ تُرَابٍ ثُمَّ مِنْ نُطْفَةٍ ثُمَّ مِنْ عَلَقَةٍ ثُمَّ يُخْرِجُكُمْ طِفْلًا ثُمَّ لِتَبْلُغُوا أَشُدَّكُمْ ثُمَّ لِتَكُونُوا شُيُوخًا وَمِنْكُمْ مَنْ يُتَوَفَّى مِنْ قَبْلُ وَلِتَبْلُغُوا أَجَلًا مُسَمًّى وَلَعَلَّكُمْ تَعْقِلُونَ ۝٦٧﴾ [غافر:67]

كما تطلق كلمة الشيخ على رئيس القبيلة أو الجماعة فيقال (شيخ القبيلة)، وعلى زوج المرأة فيقال (شيخ المرأة) أي زوجها، أما في بعض البلدان وخصوصا الدول الخليجية فتطلق كلمة (شيخ) على أفراد الأسرة الحاكمة فيقال صاحب السمو الشيخ فلان. وعادة ما تشير كلمة شيخ إلى المكانة التي تبوأها علماء الدِّين الإسلاميّ، ثم أخذت الكلمة منحى علميًا، كلقب يطلق على فقهاء الإسلام وشيوخ الأزهر بعدما كان محصورًا برجال العلم والتصوّف.

## ألقاب
- | جزء من سلسلة مقالات حول |
| أصول الفقه الإسلامي     |
|                         |
| الفقه                   |
| الأحكام                 |
| ألقاب ومناصب            |
| بوابة الإسلام           |
| ع ن ت                   |الشَّيْخان في مصطلح الحديث هما البخاري ومُسلِم من علماء ورواة الحديث.
- الشَّيْخان: أبو بكر وعمر من الصحابة.
- الشيخ الرئيس: إبن سينا.
- شيخ الإسلام: إبن تيمية.
- شيخ النار: إبليس.
- شيخ العرب: الشيخ زايد بن سلطان آل نهيان رئيس دولة الإمارات العربية المتحدة الأسبق.
- شيخ العروبة: أحمد زكي بن إبراهيم باشا، وهو أحد أقطاب النهضة الأدبية ورواد إحياء التراث العربي الإسلامي، ويعد أول من استعمل مصطلح التحقيق على أغلفة الكتب العربية، وأدخل علامات الترقيم في العربية، إلى جانب شهرته في تقصي أخبار وأعلام العرب والتراجم للكتب.
- شيخ المحققين: المحقق والمترجم المصري حسين نصار.
- شيخ الشعراء: الشاعر المصري إسماعيل صبري وهو أحد رواد مدرسة شعراء الإحياء في الشعر العربي الحديث، وعلى الرغم من ندرة أشعاره لم يُجمَعْ منها إلّا القليل بعد رحيله.
- شيخ شعراء فلسطين: هارون هاشم رشيد والذي عرف أيضًا بلقب شاعر العودة والثورة.
- شيخ الخطاطين: محمود إبراهيم سلامة وهو المصري الوحيد الذي كتب المصحف بخط الثلث، وحصل على الإجازة في كتابة الخط العربي من كبير الخطاطين الأتراك بعدما جاوز التسعين من عمره.
- شيخ المُجاهدين: عمر المختار
- شيخ الشهداء (لبنان): راغب حرب
- شيخ الشهداء (فلسطين): أحمد ياسين مؤسس حركة المقاومة الإسلامية (حماس).